# Weinroter Kampffisch
Der Weinrote Kampffisch (Betta coccina) ist ein schaumnestbauender Labyrinthfisch in der Gattung der Kampffische. Er kommt auf der Malaiischen Halbinsel und auf der Großen Sundainsel Sumatra vor.

## Merkmale
Betta coccina erreichen in beiden Geschlechtern Gesamtlängen von 5 bis 6,8 cm. Der Körper ist schlank, gestreckt und walzenförmig. Das Kopfprofil ist zum Maul hin zulaufend, bei der Population aus dem Selangor Forest eher rundlich. Die Grundfarbe ist ein stimmungsabhängig mattes bis kräftiges Weinrot, wobei die Flossen intensiver gefärbt erscheinen. Rücken- und Schwanzflosse sind weiß gesäumt. Wiederum stimmungsabhängig kann man in Rücken-, Schwanz- und Afterflosse kleine metallisch-grüne Glanzflecken erkennen. Auf den Kiemendeckeln befinden sich zwei deutliche rote Flecken, die bei Weibchen auch goldfarben leuchten können. Im Bereich zwischen Kopfende und Rückenflossenansatz sind dunkle Flecken, unterhalb der Rückenflosse ein großer Glanzfleck erkennbar. Unter bestimmten Bedingungen und bei der Balz sind auch drei dunkle Körperstreifen sichtbar; der mittlere erstreckt sich vom Maul über die Kiemen bis zur Schwanzflossenwurzel. Deutlichster Geschlechtsunterschied sind die etwas größeren Flossen der Männchen.
Weitere Merkmale des äußeren Erscheinungsbilds sind von der geografischen Herkunft abhängig. Die Schwanzflosse der Nominatform kann leicht lanzettlich auslaufen und die Körperseiten leuchten beim imponierenden Männchen grünlich. Bei den Betta coccina aus dem Selangor-Forest sind die Bauchflossenspitzen immer leuchtend weiß, nicht einfarbig dunkelrot mit schwarzen Filamenten wie bei den Exemplaren der beiden anderen Vorkommen. Auch ist der Glanzfleck bei den Fischen aus Selangor weniger ausgeprägt.

## Vorkommen
Typuslokalität von Betta coccina ist die indonesische Provinz Jambi auf Sumatra. Darüber hinaus ist der Weinrote Kampffisch entlang der Westküste der malaiischen Halbinsel verbreitet und zwar von Selangor bis zum südlichen Ayer Hitam.

## Lebensraum und Ökologie
Weinrote Kampffische leben in den Überschwemmungszonen und Sumpfbereichen der Tiefebenen überwiegend in stehenden Kleinst- und Restgewässern. In Fließgewässern sind sie auf stark verkrautete und ruhige Bereich beschränkt. Das Wasser ihrer Lebensräume stammt aus Sumpf- und Moorwäldern mit sehr mineralarmen Böden und führt deshalb Schwarzwasser, größtenteils ohne messbare Härtegrade und mit pH-Werten deutlich unter 5. Hierbei handelt es sich um ein bereits lebensfeindliches Milieu, was auch die Verfügbarkeit von tierischer Nahrung einschränkt. Betta coccina ernähren sich von Kleinkrebsen, Insektenlarven und Insekten, die ins Wasser gefallen sind (Anflugnahrung).

Die natürlichen Lebensräume in Malaysia sind durch die rasche Ausbreitung von Agrarflächen (Ölpalmenplantagen) extrem gefährdet und damit auch der Weinrote Kampffisch selbst.

## Fortpflanzung
Das Männchen errichtet zwischen oder unter an der Wasseroberfläche treibendem Substrat (Pflanzenblätter, Geäst, Algen) ein relativ großflächiges Schaumnest. Die Fortpflanzung beginnt mit einer ruhigen Balz, während der das werbende Männchen imponiert und seine hellen Längsstreifen zeigt. Die leuchtend rote Prachtfärbung erscheint erst, nachdem sich ein Paar gefunden hat und die Laichvorbereitungen bereits begonnen haben. Einem nicht besonders ausgeprägtes Führungsschwimmen, mit dem das Männchen das Weibchen unter das Schaumnest lockt, erfolgt das für Kampffische typische Kreisschwimmen, in dessen Verlauf das Weibchen einige Eier in seine zum Körper hin gefalteten Bauchflossen legt, wonach umgehend die Befruchtung durch das Männchen erfolgt. Die nicht schwimmfähigen Eier werden von beiden Geschlechtern ins Maul aufgenommen, in das Schaumnest gespuckt und nach Abschluss des Laichvorgangs zwei bis drei Tage, bis zum Freischwimmen der Larven, ausschließlich durch das Männchen bewacht.

## Systematik
Die Erstbeschreibung durch Jörg Vierke erfolgte 1979 in der Liebhaberzeitschrift „Das Aquarium“, und zwar auf der Grundlage von Aquarienfischen. Erst durch spätere Nachforschungen beim Importeur konnte der Fangort, Jambi auf Sumatra, ermittelt werden. Die meisten späteren Importe kamen aus dem relativ großen Verbreitungsgebiet auf der malaiischen Halbinsel, insbesondere aus der Umgebung von Muar im Westen.
Die im Bereich von Ayer Hitam verbreiteten Weinroten Kampffische wurden 1992 als eigene Art Betta livida beschrieben, die von Betta coccina weder mit klassischen Methoden noch molekularbiologisch zu unterscheiden sind.
Der Weinrote Kampffisch ist namensgebend für den Betta coccina-Formenkreis, in dem neun (oder zehn) sehr ähnliche Arten zusammengeführt werden:
- Betta brownorum Witte & Schmidt, 1992
- Betta burdigala Kottelat & Ng, 1994
- Betta coccina Vierke, 1979
- Betta hendra Schindler & Linke, 2013
- Betta miniopinna Tan & Tan, 1994
- Betta persephone Schaller, 1986
- Betta rutilans Witte & Kottelat, 1991
- Betta tussyae Schaller, 1985
- Betta uberis Tan & Ng, 2006

und, je nach Ansicht über den Artstatus
- Betta livida Ng & Kottelat, 1992

## Bedeutung für den Menschen
Das Interesse an diesen kleinen Fischen ist auf Ichthyologen und spezialisierte Aquarianer begrenzt.
Aufgrund seiner Gefährdung wurde Betta coccina (Population malaiische Halbinsel) 1996 Gegenstand des ersten internationalen Zuchtbuchs für einen Fisch, das von der Internationalen Gemeinschaft für Labyrinthfische mit Unterstützung des Zoologischen Gartens Köln ins Leben gerufen wurde. Der Koordinator Robert Donoso-Büchner schloss das Projekt 2006, nachdem sich herausgestellt hatte, dass lediglich der Phänotyp erhalten werden konnte.